# Numero semiperfetto
Un numero si dice semi-perfetto se è uguale alla somma di alcuni (o tutti) suoi divisori.
In particolare poi, quando un numero è uguale alla somma di tutti i suoi divisori (eccetto sé stesso) si dice perfetto. 
I primi numeri semi-perfetti sono: 6, 12, 18, 20, 24, 28, 30, 36, 40, 42, 48, 54, 56, 60, 66, 72, 78, 80, 84, 88, 90, 96, 100...
Un numero semi-perfetto non può essere difettivo, ma può essere abbondante.